# Platylister simeani
Platylister simeani är en skalbaggsart som först beskrevs av Étienne Mulsant och Jean Baptiste Godart 1875.  Platylister simeani ingår i släktet Platylister och familjen stumpbaggar. Inga underarter finns listade i Catalogue of Life.